# Обыдённов, Дмитрий Степанович
Дмитрий Степанович Обыдённов (05.10.1925-04.03.1983) — старший вальцовщик цеха № 2 Лысьвенского металлургического завода (Пермская область), Герой Социалистического Труда.
Родился в поселке Дубровинский (ныне Трубачёвский район Брянской области).
После окончания 7 классов сельской школы поступил в школу фабрично-заводского обучения № 12 в городе Орджоникидзе (ныне — Енакиево Донецкой области).
В ноябре 1941 года эвакуирован в город Лысьва Молотовской (Пермской) области и зачислен в ремесленное училище № 2. Получил профессию прокатчика и в июне 1942 года направлен в жестепрокатный цех № 2 Лысьвенского металлургического завода.
Работал вальцовщиком, нагревальщиком, старшим нагревальщиком, старшим дублировщиком, старшим вальцовщиком.
В 1950-е гг. возглавил одну из первых на заводе бригад коммунистического труда, без отрыва от производства окончил школу мастеров.
Указом Президиума Верховного Совета СССР от 28 мая 1960 года за выдающиеся производственные успехи и проявленную инициативу присвоено звание Героя Социалистического Труда.
В последующем работал в листопрокатном цехе мастером, слесарем по ремонту металлургического оборудования, бригадиром.
Умер в Лысьве 4 марта 1983 года.
Награждён орденом «Знак Почёта» (19.07.1958), медалью «За трудовой отличие» (06.02.1951) и двумя медалями «За трудовую доблесть» (26.12.1952, 26.04.1963).
Избирался делегатом XXII съезда КПСС.